# Телевизија у боји
Телевизија у боји је израз којим се у најширем смислу описује технологија која омогућује бележење, пренос и репродукцију телевизијског видео-сигнала у боји. Обично се користи у контексту историје телевизије, с обзиром да се последњих неколико деценија телевизија готово увек користи у боји.
У свом најосновнијем облику, ТВ емисија у боји се може створити емисијом три монокроматске слике - односно три слике у различите боје - црвена, зелена и плава (енгл. red, green and blue, скраћено RGB). Када се приказују заједно или великом брзином узастопце, те слике заједно стварају слику у боји за гледаоце.
Један од највећих техничких изазова за увођење боје у системе земаљске телевизије је било настојање да се очува ширина фреквентног опсега, с обзиром да је боја захтевала чак три пут већу ширину од оне за стандарде црно-беле слике, као и да се не користи превелика количина радио спектра. У САД је након дуготрајних истраживања Одбор за националне телевизијске системе одобрио систем електронске телевизије који је развила компанија RCA, а који је кодирао информацију о боји раздвојено од информација о осветљењу слике те тако значајно смањио резолуцију информације о боји и уштедио ширину фреквентног опсега. Осветљење је остало компатибилно са црно-белим телевизијским апаратима ниже резолуције, док су телевизијски апарати у боји могли декодирати додатне информације сигнала и створити приказ у боји снижене резолуције. Висока резолуција црно-белих и нижа резолуција слика у боји је у оку могла створити слику у боји наизглед високе резолуције. Тако је стандард NTSC представљао значајно техничко достигнуће.
Иако је потпуно електронска телевизија у САД уведена 1953. године, висока цена апарата и мали број програма у боји је значајно успорио њено ширење на тржиште. У Француској је 1950-их уведен систем познат као SECAM, да би у суседној Западној Немачкој био развијен нови, усавршени систем назван PAL. Готово свуда у свету се телевизија у боји почела емитовати средином или у другој половини 1960-их, да би до средине 1970-их постала стандард. Телевизори у боји су тада већ постали толико приступачни да их се до средине 1970-их продавало више него телевизора са црно-белом сликом.
До краја 1970-их црно-бела телевизија се приказивала на локалном нивоу или у забаченим подручјима, а од почетка 1980-их је као технологија постала домена црно-белих видео монитора, односно користила се искључиво за потребе телевизијске продукције или пост-продукције.